# Haouza
Haouza o Hawza (àrab: حوزة, Ḥawza; amazic: ⵃⵓⵣⴰ) és un localitat del Sàhara Occidental ocupada pel Marroc, qui l'ha inclòs en la província d'Es-Semara a la regió de Laâyoune-Sakia El Hamra. Segons el cens de 2014 tenia una població total de 5.462 persones Es troba a uns 200 kilòmetres a l'est d'Al-Aaiun.

## Història
L'octubre de 1975 l'exèrcit espanyol es va retirar de Haouza, que fou ocupada pel Front Polisario. La Marxa Verda arribà a la vila el 31 d'octubre de 1975 i l'exèrcit marroquí la va ocupar després d'alguns combats. Ha estat testimoni d'intensos combats entre la República Àrab Sahrauí Democràtica (RASD), que algunes vegades la va fer capital provisional, i el Marroc. El 1984 les FAR van aconseguir controlar definitivament la vila.

## Agermanaments
- Le Mans[2]